# Gemberbier
Traditioneel gemberbier is een gezoete en koolzuurhoudende, doorgaans niet-alcoholische drank. Deze wordt geproduceerd door de natuurlijke fermentatie van bereide gember, gist en suiker.
De oorsprong ligt in de koloniale specerijenhandel met het  verre oosten  en de suikerproducerende eilanden van de Caraïben. De drank was populair in Groot-Brittannië en zijn kolonies vanaf de 18e eeuw. Andere specerijen werden gaandeweg toegevoegd. Het alcoholpercentage werd in 1855 door accijnzen beperkt tot maximaal 2%; er zijn intussen maar weinig brouwers die nog een alcoholische versie produceren.
Huidige gemberbieren worden vaak geproduceerd in plaats van gebrouwen, vaak met smaak- en kleurtoevoegingen. Ginger ales worden niet gebrouwen.

## Recept
Voor het maken van drie liter gemberbier zijn drie liter water, een halve kg gember, een halve kg suiker en een paar eetlepels citroenzuur nodig. In sommige regio's doet men ook een kruidnagel in het recept. De drank wordt koud geserveerd met eventueel ijsklontjes.
De drank wordt bereid door geraspte gember en andere ingrediënten in kokend water te mengen, één dag te laten trekken en ten slotte te zeven.